# Bentreff
Die Bentreff, im Oberlauf Tiefenbach genannt, ist ein 13,1 km langer, nordwestlicher und orographisch rechter Zufluss der Wohra in den hessischen Landkreisen Waldeck-Frankenberg und Marburg-Biedenkopf.

## Name
Bei der Ausgangsform des Namens sind *Binutra und die Endung -affa anzunehmen. Binutra ist eine r-Ableitung des westgermanischen Wortes *benut- für 'Binse' und -affa eine mitteldeutsche Form des Hydronyms -apa.

## Geographie

### Verlauf
Die Bentreff entspringt im Landkreis Waldeck-Frankenberg im Burgwald. Ihre Quelle liegt nordnordwestlich von Willershausen, einem Stadtteil der hessischen Gemeinde Rosenthal, auf etwa 360 m ü. NHN.
Die Bentreff fließt in überwiegend südöstlicher Richtung. Im Rosenthaler Gebiet nimmt sie erst den Fischbach und dann den Rodebach auf, und südöstlich des Wohnplatzes Eichhof fließt der Bentreff an der Grenze zum Landkreis Marburg-Biedenkopf der Krimmelbach zu. Ab dort verbreitert sich ihr Querprofil, und sie fließt, nach Einmünden des Steinbachs, durch Langendorf, einen Ortsteil der Gemeinde Wohratal; dort mündet der Lindengraben ein.
Nach Aufnehmen des Liederbachs durchfließt die Bentreff den Wohrataler Ortsteil Wohra, wo sie in den dort von Nordnordosten kommenden Ohm-Zufluss Wohra mündet.

### Einzugsgebiet
Das 48,924 km² große Einzugsgebiet der Bentreff liegt im Burgwald und wird über die Wohra, die Ohm, die Lahn und den Rhein zur Nordsee entwässert.
Es grenzt
- im Nordosten an das des Holzbachs, einem Zufluss der Schweinfe, die kurz danach in die Wohra mündet,
- im Süden an das des kleinen Wohrazuflusses Wadebach,
- im Südwesten an das des Roten Wassers, einem Zufluss der Ohm, die in die Lahn mündet,
- im Westen an das der Wetschaft, einem Zufluss der Lahn,
- im Nordwesten an das der Nemphe, einem Zufluss der Eder, die in die Fulda mündet,
- und im Norden an das des Nemphezuflusses Kaltes Wasser.

Die höchste Erhebung im Einzugsgebiet ist der 412,2 m ü. NHN hohe Wasserberg im Westen.
Das Einzugsgebiet ist in den bergigen Randbereich bewaldet, in der Ebene dominiert Ackerland.

### Zuflüsse
Zu ihren Zuflüssen gehören mit orographischer Zuordnung, Gewässerlänge, Mündungsort mit Einzugsgebietsgröße (wenn bekannt) und Bentreffbachkilometer (flussabwärts betrachtet):
- Fischbach (rechts; 2,5 km, in Rosenthal, 3,674 km², nahe km 9,4)
- Rodebach (rechts; 3,6 km, in Rosenthal, 8,45 km², bei km 8,45)
- Krimmelbach (rechts; 3,7 km, unterhalb des Eichhofs (Rosenthal), 6,102 km², bei km 4,85)
- Steinbach (rechts; 2 km, oberhalb Langendorf, nahe km 3,05)
- Lindengraben (rechts; 1,5 km, in Langendorf, nahe km 2,35)
- Liederbach (links; 4,5 km, oberhalb Wohra, nahe km 0,8)